# Karlstads centralstation
Karlstads centralstation er en svensk jernbanestation i byen Karlstad i Värmland i det mellemste Sverige. Stationen ligger på Värmlandsbanan, der går mellem Laxå i Närke og grænsen mellem Sverige og Norge. Den åbnede i 1869 .